# Okrog (Šentjur, Slovenija)
Okrog je naselje u slovenskoj Općini Šentjuru. Okrog se nalazi u pokrajini Štajerskoj i statističkoj regiji Savinjskoj. 

## Stanovništvo
Prema popisu stanovništva iz 2002. godine naselje je imalo 98 stanovnika.